# 余龙光
余龙光，安徽婺源（今江西婺源）人，是一名清朝政治人物。举人出身。
余龙光曾于1851年接替林德泉任青浦县知县一职，1852年由李初圻接任。